# Nguyễn Hữu Chánh

Nguyễn Hữu Chánh là một chính khách người Việt hải ngoại, Chủ tịch Đảng Dân tộc Việt Nam.

## Tiểu sử
Ông tên thật là Nguyễn Hữu Danh sinh ngày 1 tháng 10 năm 1952 tại thôn Vĩnh Phú, xã Cát Thắng, huyện Phù Cát, Bình Định.
Từ năm 1975-1982, theo Nguyễn Hữu Chánh thì mặc dù được cơ quan đặc biệt của Hoa Kỳ yêu cầu rời nước, nhưng ông đã quyết định ở lại Việt Nam dùng bí danh Nguyễn Hoàng Dân để thành lập tổ chức chống chính quyền, Bảo Long Phục Quốc, hoạt động tại các tỉnh duyên hải Miền Trung, tại Cao nguyên Trung Phần và tại Miền Tây Việt Nam. Tuy nhiên ngày 25 tháng 7 năm 2004, tại hội trường Sequoia Center trên đường Orangthorepe Ave thuộc thành phố Bueva Park, California - Hoa Kỳ, trước hàng ngàn cử tọa, Thái Hiến, nguyên phụ tá của Nguyễn Hữu Chánh đặc trách về vấn đề Campuchia nói rằng từ năm 1975-1982 Nguyễn Hữu chính toàn buôn lậu, lừa đảo, bị công an Việt Nam bắt, nhiều lần Thái Hiến phải đưa Nguyễn Hữu Chánh đi trốn từ Sài Gòn về Đắk Lắk, Kon Tum.
Tháng 10 năm 1982, Nguyễn Hữu Chánh vượt biển đến vịnh Subic, Philippines và được chuyển đến trại tỵ nạn tại Bataan.
Năm 1985, Nguyễn Hữu Chánh đi định cư tại California, Hoa Kỳ. Theo tiểu sử của Nguyễn Hữu Chánh tại trang web Dân tộc.net thì thời gian này Nguyễn Hữu Chánh hành nghề landscaping và mở công ty xây cất Vinameco Contruction Company – công ty xây cất, với hàng trăm công nhân xây dựng.
Năm 1989, Nguyễn Hữu Chánh thành lập công ty Vinamotor.
Năm 1992, Nguyễn Hữu Chánh với danh nghĩa Giám đốc điều hành công ty Vinamoto về Việt Nam hoạt động đầu tư.

## Hoạt động chính trị
Ngày 30 tháng 4 năm 1995, Nguyễn Hữu Chánh thành lập tổ chức chính trị có tên gọi là "Chính phủ cách mạng Việt Nam tự do". Sau đó đổi thành "Chính phủ Lâm thời Việt Nam Tự do" và cuối cùng là "Chính phủ Việt Nam Tự do".
Năm 1997, Nguyễn Hữu Chánh lập các căn cứ huấn luyện tại biên giới Thái Lan và Campuchia, có mật danh là 701, 702, 710, tổ chức tuyển mộ các đối tượng là người Việt Nam sinh sống ở Campuchia qua Thái Lan huấn luyện để đưa về Việt Nam, dự định dùng thuốc nổ đánh phá các nơi công cộng thuộc các thành phố lớn như: TP. Hồ Chí Minh, Cần Thơ, Long Xuyên và rải truyền đơn chống lại Nhà nước Việt Nam.
Trong những năm 1999-2000, Nguyễn Hữu Chánh đã đưa 12 nhóm về xâm nhập Việt Nam, nhưng tất cả đều bị cơ quan an ninh Việt Nam bắt giữ. Trong đó có đợt năm 1999, khi 38 người bị bắt ở miền Nam Việt Nam cùng với 37 kg thuốc nổ và kế hoạch đặt bom tượng đài chủ tịch Hồ Chí Minh và phá rối các ngày quốc lễ.
Tháng 4 năm 2001, các thành viên Chính phủ Việt Nam Tự do đặt bom tại Đại sứ quán Việt Nam tại Phnom Penh, làm bị thương một lính gác.
Tháng 6 năm 2001, các thành viên của Chính phủ Việt Nam Tự do Võ Văn Đức, Phan Nguyễn Thanh Hiền Sỹ và Trần Anh Tuấn đặt bom khủng bố tại Đại sứ quán Việt Nam ở Bangkok. Sau đó nhóm này bị cảnh sát Thái Lan bắt giữ. Chính phủ Việt Nam nói rằng Nguyễn Hữu Chánh đã chủ mưu việc này.
Tháng 9 năm 2001, Nguyễn Hữu Chánh chỉ đạo cho Nguyễn Tuấn Vinh đánh bom khủng bố Đại sứ quán Việt Nam tại Manila - Philippines, nhưng bị cảnh sát Philippines bắt giữ trước khi thực hiện.

### Bị giam giữ tại Hàn Quốc
Tháng 4 năm 2006, Nguyễn Hữu Chánh bị chính phủ Việt Nam dụ đến Hàn Quốc để gây quỹ cho các hoạt động của mình. Ngày 5 tháng 4, ông bị cơ quan chức năng Hàn Quốc bắt tại một khách sạn ở Seoul sau khi họ được chính phủ Việt Nam yêu cầu. Chính phủ Việt Nam buộc tội ông trong một âm mưu không thành trong năm 1999 để đặt bom trong các tượng đài Việt Nam, đánh bom tòa đại sứ Việt Nam tại Phnom Penh năm 2001, và một số cuộc tấn công khác tại Campuchia và Thái Lan. Ông đã từng công nhận chủ mưu vài vụ, trong đó có vụ đánh bom tại Việt Nam năm 1999. Ông có thể miêu tả những quả bom mà các thành viên của tổ chức Việt Nam Tự do đã cho nổ tại Phnom Penh và Bangkok, nhưng nói rằng vụ đánh bom tại Bangkok năm 2001 là do những người ủng hộ ông tự hành động.
Khoảng 50 người Mỹ gốc Việt và người Mỹ gốc Hàn tại Quận Cam, khoảng một vạn người Việt tại Đức và Hoa Kỳ đã biểu tình, và trên 7000 người đã ký thỉnh nguyện thư yêu cầu chính phủ Hàn Quốc trả tự do cho ông. Những người ủng hộ ông cho rằng chính phủ Việt Nam đã bịa đặt ra các tội danh và tố cáo chính phủ Hàn Quốc đã cúi đầu dưới sức ép của Hà Nội.
Tháng 7, tòa Thượng thẩm ở thủ đô Seoul đã trả tự do cho ông, bác lời yêu cầu của chính phủ Việt Nam để dẫn độ ông về Việt Nam, dẫn một hiệp ước quốc tế mà Hàn Quốc đã ký kết không đòi hỏi Hàn Quốc phải dẫn độ những người bị buộc tội chính trị, đồng thời cho rằng Việt Nam chưa tham gia công ước quốc tế về dẫn độ tội phạm khủng bố bằng bom năm 1998.
Để trả đũa, chính phủ Việt Nam hủy bỏ các kế hoạch dẫn độ các tội phạm Hàn Quốc cũng như các cuộc họp mặt giữa các nhà lãnh đạo Việt Nam và các quan chức Hàn Quốc viếng thăm Việt Nam.

### Giải tán Chính phủ Việt Nam Tự do
Ngày 17 tháng 8 năm 2008, Nguyễn Hữu Chánh tuyên bố quyết định giải tán "Chính phủ Việt Nam Tự do" để hình thành một "Liên Minh Dân tộc", với lý do không còn phù hợp với tình hình thế giới.